# Sinfonia n. 24 (Haydn)
La Sinfonia n. 24 in Re maggiore, Hoboken I/24, di Joseph Haydn fu composta nel 1764.
Questo lavoro è stato composto per un'orchestra di 2 oboi, un fagotto, 2 corni francesi, archi e basso continuo.
Esso consta di quattro movimenti:
1. Allegro, 4/4
2. Adagio, 3/4
3. Minuetto - Trio, 3/4
4. Allegro, 4/4

Il secondo movimento è molto simile all'Adagio dell'ormai perduto Concerto per Flauto in Re maggiore, elencato nell'Entwurfkatalog di Haydn. Mentre non vi è alcuna prova scritta di questo, il movimento è in linea con l'approccio lirico e meno formalistico di Haydn nella stesura del movimento lento nel genere del concerto, includendo l'elisione del ritornello di apertura e l'inclusione di un punto di cadenza alla fine del movimento. (Questo vale anche per il movimento lento della Sinfonia n. 13.)